# George Carey Foster

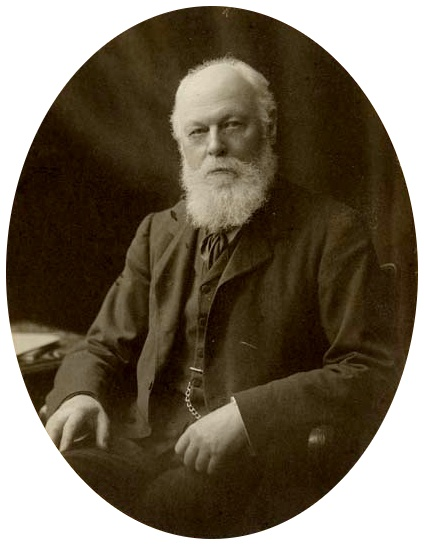
George Carey Foster

George Carey Foster (* 20. Oktober 1835 in Sabden, Ribble Valley, Lancashire; † 9. Februar 1919 in Rickmansworth) war ein englischer Physiker.
Nachdem er zum B.A. graduiert war, wurde er 1862 Professor für Physik am Anderson’s University in Glasgow. Von 1865 bis 1891 war er am University College London. Er arbeitete auf dem Gebiet der Elektrizität und des Magnetismus. Er wurde 1869 zum Mitglied der Royal Society gewählt und war Mitglied der Chemical Society. 1907 wurde er gewähltes Mitglied der American Philosophical Society.